# 隆讷施塔特
隆讷施塔特是德国巴伐利亚州的一个市镇。总面积22.72平方公里，总人口1961人，其中男性985人，女性976人（2011年12月31日），人口密度86人/平方公里。